# Selección femenina de fútbol de Papúa Nueva Guinea
La selección femenina de fútbol de Papúa Nueva Guinea es el representativo de dicho país en los torneos oficiales. Su organización está a cargo de la Asociación de Fútbol de Papúa Nueva Guinea, miembro de la OFC y la FIFA.
Habiendo disputado su primer partido en el marco del Campeonato Femenino de la OFC 1989, es una de las selecciones femeninas más antiguas de Oceanía. Desde entonces, fue campeón del último torneo oceánico disputado, mientras que obtuvo la medalla de oro en los Juegos del Pacífico en todos los torneos disputados.
En 2022, fueron campeonas por primera vez de la Copa de Naciones Femenina de la OFC, al derrotar en la final por 2-1 a la local Fiyi.

## Últimos y próximos encuentros
Actualizado al último partido jugado el 12 de febrero de 2024
| Fecha      | Ciudad  | Local           | Resultado | Visitante       | Competición                      |
| ---------- | ------- | --------------- | --------- | --------------- | -------------------------------- |
| 17-11-2023 | Honiara | Papúa N. Guinea | 9:0       | Samoa Americana | Juegos del Pacífico 2023         |
| 20-11-2023 | Honiara | Papúa N. Guinea | 3:0       | Islas Cook      | Juegos del Pacífico 2023         |
| 23-11-2023 | Honiara | Nueva Caledonia | 2:2       | Papúa N. Guinea | Juegos del Pacífico 2023         |
| 26-11-2023 | Honiara | Papúa N. Guinea | 5:1       | Samoa           | Juegos del Pacífico 2023         |
| 01-12-2023 | Honiara | Papúa N. Guinea | 4:1       | Fiyi            | Juegos del Pacífico 2023         |
| 06-02-2024 | Apia    | Papúa N. Guinea | 1:1       | Islas Salomón   | Torneo Preolímpico Femenino 2024 |
| 09-02-2024 | Apia    | Papúa N. Guinea | 3:4       | Fiyi            | Torneo Preolímpico Femenino 2024 |
| 12-02-2024 | Apia    | Samoa Americana | 0:9       | Papúa N. Guinea | Torneo Preolímpico Femenino 2024 |

## Estadísticas

### Copa Mundial Femenina de Fútbol
| Copa Mundial Femenina de Fútbol | Copa Mundial Femenina de Fútbol | Copa Mundial Femenina de Fútbol | Copa Mundial Femenina de Fútbol | Copa Mundial Femenina de Fútbol | Copa Mundial Femenina de Fútbol | Copa Mundial Femenina de Fútbol | Copa Mundial Femenina de Fútbol | Copa Mundial Femenina de Fútbol | Copa Mundial Femenina de Fútbol |
| Año                             | Ronda                           | Pos.                            | J                               | G                               | E                               | P                               | GF                              | GC                              | DG                              |
| ------------------------------- | ------------------------------- | ------------------------------- | ------------------------------- | ------------------------------- | ------------------------------- | ------------------------------- | ------------------------------- | ------------------------------- | ------------------------------- |
| 1991                            | No clasificó                    | No clasificó                    | No clasificó                    | No clasificó                    | No clasificó                    | No clasificó                    | No clasificó                    | No clasificó                    | No clasificó                    |
| 1995                            | No clasificó                    | No clasificó                    | No clasificó                    | No clasificó                    | No clasificó                    | No clasificó                    | No clasificó                    | No clasificó                    | No clasificó                    |
| 1999                            | No clasificó                    | No clasificó                    | No clasificó                    | No clasificó                    | No clasificó                    | No clasificó                    | No clasificó                    | No clasificó                    | No clasificó                    |
| 2003                            | No clasificó                    | No clasificó                    | No clasificó                    | No clasificó                    | No clasificó                    | No clasificó                    | No clasificó                    | No clasificó                    | No clasificó                    |
| 2007                            | No clasificó                    | No clasificó                    | No clasificó                    | No clasificó                    | No clasificó                    | No clasificó                    | No clasificó                    | No clasificó                    | No clasificó                    |
| 2011                            | No clasificó                    | No clasificó                    | No clasificó                    | No clasificó                    | No clasificó                    | No clasificó                    | No clasificó                    | No clasificó                    | No clasificó                    |
| 2015                            | No clasificó                    | No clasificó                    | No clasificó                    | No clasificó                    | No clasificó                    | No clasificó                    | No clasificó                    | No clasificó                    | No clasificó                    |
| 2019                            | No clasificó                    | No clasificó                    | No clasificó                    | No clasificó                    | No clasificó                    | No clasificó                    | No clasificó                    | No clasificó                    | No clasificó                    |
| 2023                            | No clasificó                    | No clasificó                    | No clasificó                    | No clasificó                    | No clasificó                    | No clasificó                    | No clasificó                    | No clasificó                    | No clasificó                    |
| 2027                            | Por disputarse                  | Por disputarse                  | Por disputarse                  | Por disputarse                  | Por disputarse                  | Por disputarse                  | Por disputarse                  | Por disputarse                  | Por disputarse                  |
| Total                           | 0/9                             | -                               | -                               | -                               | -                               | -                               | -                               | -                               | -                               |

### Copa de Naciones de la OFC
| Copa de Naciones de la OFC | Copa de Naciones de la OFC | Copa de Naciones de la OFC | Copa de Naciones de la OFC | Copa de Naciones de la OFC | Copa de Naciones de la OFC | Copa de Naciones de la OFC | Copa de Naciones de la OFC | Copa de Naciones de la OFC | Copa de Naciones de la OFC |
| Año                        | Ronda                      | Pos.                       | J                          | G                          | E                          | P                          | GF                         | GC                         | DG                         |
| -------------------------- | -------------------------- | -------------------------- | -------------------------- | -------------------------- | -------------------------- | -------------------------- | -------------------------- | -------------------------- | -------------------------- |
| 1983                       | No existía la selección    | No existía la selección    | No existía la selección    | No existía la selección    | No existía la selección    | No existía la selección    | No existía la selección    | No existía la selección    | No existía la selección    |
| 1986                       | No existía la selección    | No existía la selección    | No existía la selección    | No existía la selección    | No existía la selección    | No existía la selección    | No existía la selección    | No existía la selección    | No existía la selección    |
| 1989                       | Fase de grupos             | 5.°                        | 4                          | 0                          | 0                          | 4                          | 1                          | 19                         | -18                        |
| 1991                       | Tercer lugar               | 3.°                        | 4                          | 0                          | 0                          | 4                          | 0                          | 47                         | -47                        |
| 1994                       | Tercer lugar               | 3.°                        | 4                          | 0                          | 0                          | 4                          | 0                          | 19                         | -19                        |
| 1998                       | Tercer lugar               | 3.°                        | 4                          | 2                          | 0                          | 2                          | 16                         | 14                         | +2                         |
| 2003                       | Tercer lugar               | 3.°                        | 4                          | 2                          | 0                          | 2                          | 10                         | 21                         | -11                        |
| 2007                       | Subcampeón                 | 2.°                        | 3                          | 2                          | 0                          | 1                          | 7                          | 8                          | -1                         |
| 2010                       | Subcampeón                 | 2.°                        | 5                          | 4                          | 0                          | 1                          | 9                          | 12                         | -3                         |
| 2014                       | Subcampeón                 | 2.°                        | 3                          | 2                          | 0                          | 1                          | 7                          | 4                          | +3                         |
| 2018                       | Tercer lugar               | 3.°                        | 5                          | 4                          | 0                          | 1                          | 22                         | 9                          | +13                        |
| 2022                       | Campeón                    | 1.°                        | 5                          | 4                          | 1                          | 0                          | 13                         | 6                          | +7                         |
| Total                      | 10/12                      | 3.°                        | 41                         | 20                         | 1                          | 20                         | 85                         | 160                        | -75                        |

### Juegos Olímpicos
| Juegos Olímpicos | Juegos Olímpicos | Juegos Olímpicos | Juegos Olímpicos | Juegos Olímpicos | Juegos Olímpicos | Juegos Olímpicos | Juegos Olímpicos | Juegos Olímpicos | Juegos Olímpicos |
| Año              | Ronda            | Pos.             | J                | G                | E                | P                | GF               | GC               | DG               |
| ---------------- | ---------------- | ---------------- | ---------------- | ---------------- | ---------------- | ---------------- | ---------------- | ---------------- | ---------------- |
| 1996             | No clasificó     | No clasificó     | No clasificó     | No clasificó     | No clasificó     | No clasificó     | No clasificó     | No clasificó     | No clasificó     |
| 2000             | No clasificó     | No clasificó     | No clasificó     | No clasificó     | No clasificó     | No clasificó     | No clasificó     | No clasificó     | No clasificó     |
| 2004             | No clasificó     | No clasificó     | No clasificó     | No clasificó     | No clasificó     | No clasificó     | No clasificó     | No clasificó     | No clasificó     |
| 2008             | No clasificó     | No clasificó     | No clasificó     | No clasificó     | No clasificó     | No clasificó     | No clasificó     | No clasificó     | No clasificó     |
| 2012             | No clasificó     | No clasificó     | No clasificó     | No clasificó     | No clasificó     | No clasificó     | No clasificó     | No clasificó     | No clasificó     |
| 2016             | No clasificó     | No clasificó     | No clasificó     | No clasificó     | No clasificó     | No clasificó     | No clasificó     | No clasificó     | No clasificó     |
| 2020             | No clasificó     | No clasificó     | No clasificó     | No clasificó     | No clasificó     | No clasificó     | No clasificó     | No clasificó     | No clasificó     |
| 2024             | No clasificó     | No clasificó     | No clasificó     | No clasificó     | No clasificó     | No clasificó     | No clasificó     | No clasificó     | No clasificó     |
| 2028             | Por disputarse   | Por disputarse   | Por disputarse   | Por disputarse   | Por disputarse   | Por disputarse   | Por disputarse   | Por disputarse   | Por disputarse   |
| Total            | 0/9              | -                | -                | -                | -                | -                | -                | -                | -                |

### Juegos del Pacífico
| Juegos del Pacífico | Juegos del Pacífico | Juegos del Pacífico | Juegos del Pacífico | Juegos del Pacífico | Juegos del Pacífico | Juegos del Pacífico | Juegos del Pacífico | Juegos del Pacífico | Juegos del Pacífico |
| Año                 | Ronda               | Pos.                | J                   | G                   | E                   | P                   | GF                  | GC                  | DG                  |
| ------------------- | ------------------- | ------------------- | ------------------- | ------------------- | ------------------- | ------------------- | ------------------- | ------------------- | ------------------- |
| 2003                | Campeón             | 1.°                 | 6                   | 4                   | 1                   | 1                   | 22                  | 6                   | +16                 |
| 2007                | Campeón             | 1.°                 | 6                   | 5                   | 0                   | 1                   | 22                  | 3                   | +19                 |
| 2011                | Campeón             | 1.°                 | 6                   | 5                   | 0                   | 1                   | 17                  | 3                   | +14                 |
| 2015                | Campeón             | 1.°                 | 4                   | 4                   | 0                   | 0                   | 11                  | 1                   | +10                 |
| 2019                | Campeón             | 1.°                 | 5                   | 5                   | 0                   | 0                   | 23                  | 5                   | +18                 |
| 2023                | Campeón             | 1.°                 | 5                   | 4                   | 1                   | 0                   | 23                  | 4                   | +19                 |
| Total               | 6/6                 | 1.°                 | 32                  | 27                  | 2                   | 3                   | 118                 | 22                  | +96                 |

## Palmarés
- Copa de Naciones de la OFC:
  -   Campeón (1): 2022
  -  Subcampeón (3): 2007, 2010 y 2014
  -  Tercer lugar (5): 1991, 1994, 1998, 2003 y 2018

- Juegos del Pacífico:
  -   Campeón (6): 2003, 2007, 2011, 2015, 2019 y 2023

- Copa del Pacífico:
  -   Campeón (1): 1996